# Grünbach (Oberösterreich)
Grünbach ist eine Gemeinde im oberösterreichischen Mühlviertel im Bezirk Freistadt mit 1866 Einwohnern (Stand 1. Jänner 2024).

## Geografie
Grünbach liegt auf 720 m ü. A. Bis zur Vermessung der Didis Höhe mit 931,56 m am 26. April 2022 galt der Heinrichschläger Berg mit 928 m als höchste Erhebung im Gemeindegebiet.
Die Ausdehnung beträgt von Nord nach Süd 8,4 und von West nach Ost 9,4 Kilometer. Die Gesamtfläche beträgt 36,05 Quadratkilometer. Rund 38 Prozent der Fläche sind bewaldet und mehr als 56 Prozent werden landwirtschaftlich genutzt.
Auf der Hochebene nordöstlich der Kirche St. Michael entspringt die Feldaist.

### Geologie
Der Untergrund der Gemeinde besteht hauptsächlich aus Freistädter Granodiorit, in den sich von Südost ein Keil aus Perl- bzw. Schiefergneis schiebt. Weinsberger Granit kommt in kleinen Einsprengseln vor.

### Gemeindegliederung
Das Gemeindegebiet umfasst folgende neun Ortschaften (in Klammern Einwohnerzahl Stand 1. Jänner 2024):
- Grünbach (585) samt Moser und Obergrünbach
- Heinrichschlag (111)
- Helbetschlag (172)
- Lichtenau (292)
- Mitterbach (54)
- Oberrauchenödt (217)
- Schlag (373)
- Unterpaßberg (49)
- Unterrauchenödt (13)

Die Gemeinde besteht aus den Katastralgemeinden Grünbach, Lichtenau und Rauchenödt.
Die Gemeinde gehört zum Gerichtsbezirk Freistadt.

### Nachbargemeinden
| Leopoldschlag |                                             | Windhaag   |
| Rainbach      | Kompassrose, die auf Nachbargemeinden zeigt | Sandl      |
| Freistadt     | Lasberg                                     | St. Oswald |

## Geschichte
1270 bis 1286 erfolgt die erste Nennung von Grinpach, Lichtenowe, Plage und Rauchenödt. Da Grünbach innerhalb einer Meile (Meilenrecht) um Freistadt lag, konnten sich keine Bürgerhäuser und somit keine Marktgemeinde entwickeln. Die Pfarre Grünbach wird 1309 erstmals erwähnt und war damals eine der größten Pfarren in Oberösterreich. Zwischen 1376 und 1380 erfolgt die erste Erwähnung von Gehöften im Raum Grünbach. 1387 wird Heinrichschlag erstmals erwähnt, 1392 folgt Paßberg und 1413 Helbetschlag. Die Hussiten zerstörten 1422 die Kirche in St. Michael ob Rauchenödt. 1483 verkauft Bernhard Graf von Tyernstein seine Besitzungen in und um Grünbach an Ulrich von Starhemberg. Mit der Zuwendung aus dem Testament des Freistädter Bürgers Georg Fuchsöder steht Geld für den Ausbau der Pfarrkirche und der Kirche St. Michael zur Verfügung. Seit 1490 wird er dem Fürstentum Österreich ob der Enns zugerechnet.
Im Jahre 1526 bestand der Ort aus 6 Häusern, 16 Häuser stehen in Helbetschlag, 18 in Paßberg, 4 in Lichtenau und 2 in Schlag. 1578 erfolgt der Verkauf der Starhemberger Besitzungen in Grünbach an den Pfleger der Herrschaft Freistadt, Joachim Stängl. In den Jahren 1610/11 zieht das Hagersche Kriegsvolk mit 1500 Fußknechten durch das Gemeindegebiet und verursacht eine Hungersnot. Im Oberösterreichischen Bauernkrieg 1626 kämpften Grünbacher Bauern in den Reihen der Aufsässigen. Mit dem Verkauf der Herrschaft Weinberg von den Zelkingern an die Thürheimer, änderten sich wieder die Besitzrechte, bevor 1636 die Ämter bis 1850 wieder an die Starhemberger kamen. 1656 kommt die Pfarre in die Zuständigkeit des Stifts St. Florian. 1705 folgte die Abtrennung der Pfarre Windhaag, 1738 wird die Pfarre Sandl abgetrennt. 1787 erfolgte die Errichtung des ersten Schulgebäudes. 1827 umfasste Grünbach 48 Häuser.
Nach der Grundentlastung 1850 entstanden auf heutigem Gemeindegebiet drei Gemeinden – Grünbach, Rauchenödt und Lichtenau. 1874 wurden diese 3 Gemeinden zusammengelegt. Zwischen 1894 und 1904 erfolgte die Gründung der Freiwilligen Feuerwehren Lichtenau, Grünbach und Rauchenödt. Da das alte Schulgebäude zu klein wurde, folgte 1912 der Bau der neuen Schule. 1929 besaß der erste Grünbacher ein Auto. 1936 wurde die Freiwillige Feuerwehr Helbetschlag gegründet.
Nach dem Anschluss Österreichs an das Deutsche Reich am 13. März 1938 gehörte der Ort zum Gau Oberdonau. 1940 wurde der Strom in Grünbach eingeleitet. Nach 1945 gehörte Grünbach zur sowjetischen Besatzungszone und erhielt eine viermonatige Besatzung. 1954 wurde das Gemeindehaus neu errichtet, das bis 1968 zu klein wurde und daher neu errichtet wurde.
Im Jahr 1988 wurde der Freizeitteich nach nur dreijähriger Bau- und Planungszeit durch den Verein Freiwaldteich Grünbach errichtet. Der Teich prägt seither das gesamte Ortsbild.

### Bevölkerungsentwicklung
Im Jahr 1869 wohnten im Gemeindegebiet 1459 Menschen. Bis 2001 stieg die Bevölkerung auf 1816 Menschen an, der bisher höchste Stand bei Volkszählungen. Im Jahr 1991 hatte die Gemeinde 1641 Einwohner, bei der Volkszählung 2001 bereits 1816, was einem Anstieg von 10,6 % entspricht. Am 1. Jänner 2021 verzeichnete die Gemeinde 1927 Einwohner.

### Bevölkerungsstruktur
Bei der Volkszählung 2001 betrug der Anteil der Einwohner, die 60 Jahre und älter waren, 16,2 %; 22,6 % waren unter 15 Jahre alt. Der Anteil der weiblichen Bevölkerung lag bei 48,7 %.
Von den 1406 Bewohnern Grünbachs, die 2001 über 15 Jahre alt waren, hatten 2,8 % eine Universität, Fachhochschule oder Akademie abgeschlossen. Weitere 4,7 % hatten eine Matura absolviert, 47,5 % hatten einen Lehrabschluss oder eine berufsbildende mittlere Schule besucht und 45 % aller Grünbacher hatten die Pflichtschule als höchsten Abschluss.

### Herkunft und Sprache
Der deutsche Dialekt, der im Raum Grünbach sowie in Oberösterreich allgemein gesprochen wird, ist das Mittelbairische. 97,3 % der Grünbacher gaben 2001 Deutsch als Umgangssprache an. Weitere 0,8 % sprachen hauptsächlich türkisch, 0,4 % tschechisch, der Rest sprach andere Sprachen.
Der Anteil der Grünbacher mit ausländischer Staatsbürgerschaft lag 2001 mit 3 % weit unter dem Durchschnitt Oberösterreichs. Dabei hatten 1,4iel auf sonstige Staatsbürger. Insgesamt waren 2001 etwa 3 % der Grünbacher in einem anderen Land als in Österreich geboren.

## Kultur und Sehenswürdigkeiten

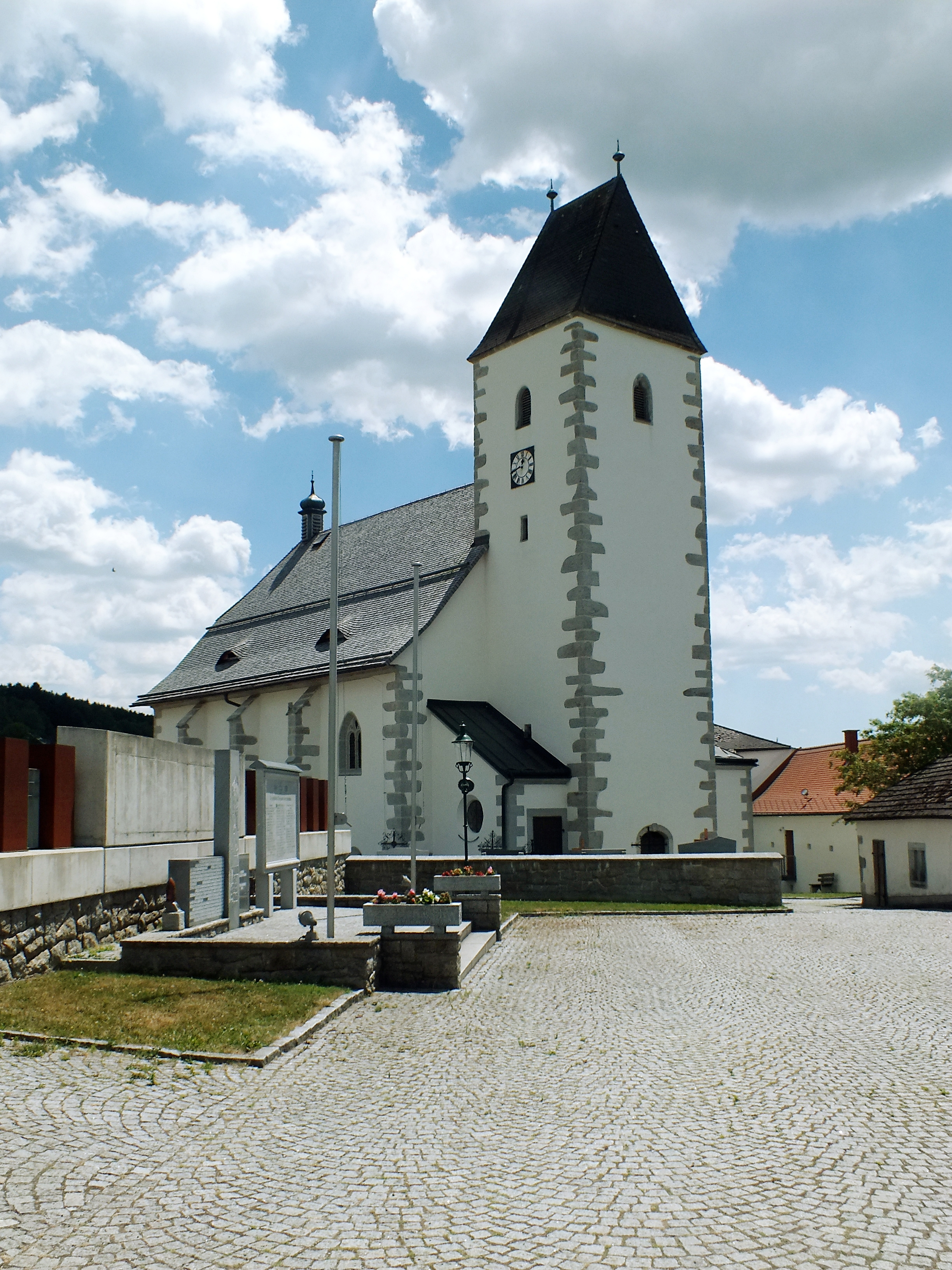
Pfarrkirche Grünbach

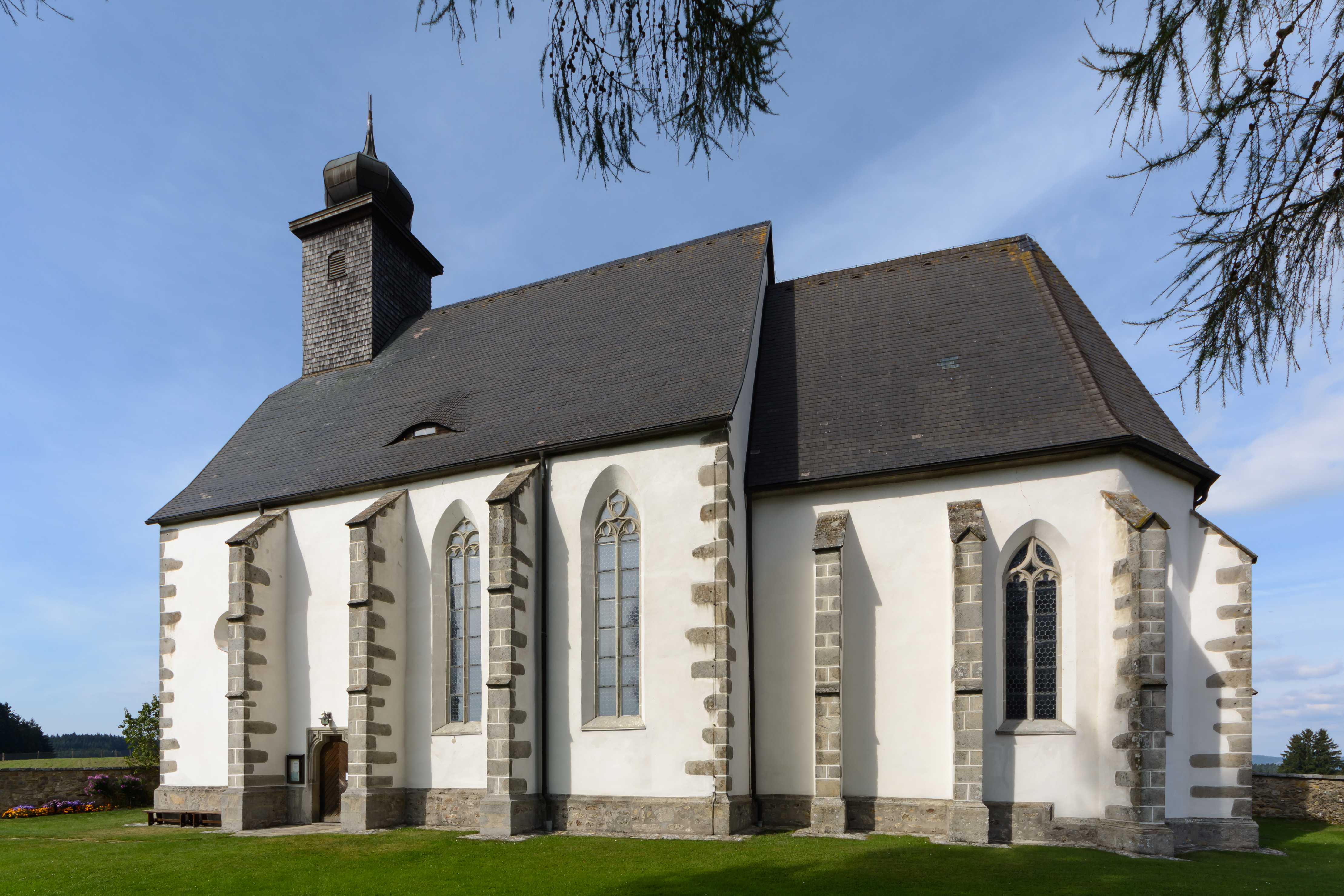
St. Michael ob Rauchenödt

- Katholische Pfarrkirche Grünbach hl. Nikolaus: Die Pfarrkirche wurde 1511 zur spätgotischen Hallenkirche ausgebaut. Das reich verzierte Südtor stammt aus der Zeit um 1512. Viel älter ist der frühgotische Altarraum der Kirche mit dem Kreuzrippengewölbe. Der Turm trägt ein gotisches Keildach.
- St. Michael ob Rauchenödt: Die Filialkirche St. Michael ist eines der bekanntesten Kulturdenkmäler des Mühlviertels. Der gotische Innenraum besitzt ein zierliches Sterngewölbe und einen gotischen Flügelaltar, entstanden um 1517.[7]

### Regelmäßige Veranstaltungen
Das Dorffest findet alle 2 Jahre, der Weihnachtsmarkt jedes Jahr statt.

## Wirtschaft und Infrastruktur
Im Jahr 1999 existierten noch 83 Vollerwerbs- und 65 Nebenerwerbsbetriebe, welche eine durchschnittliche Größe von 28,4 bzw. 13,3 ha hatten. Die Höfe liegen zum großen Teil in den Erschwerniszonen 1 bis 3, somit sind sie Bergbauernbetriebe. 22 % der Gesamtbevölkerung ist nach wie vor in der Landwirtschaft tätig.
Der Trend geht zum tertiären Sektor (Dienstleistungen). In 59 Gewerbebetrieben arbeiten 35 % und im Dienstleistungsbereich 43 % der Bevölkerung. Von den rund 800 Erwerbstätigen sind nur 330 im Ort beschäftigt, der Rest pendelt hauptsächlich nach Freistadt oder nach Linz.

### Verkehr
Die Böhmerwald Straße (B 38) führt südlich durch das Gemeindegebiet.

### Öffentliche Einrichtungen und Bildung
Im Ort stehen ein Kindergarten, eine Volksschule und eine Neue Mittelschule zur Verfügung. Weiters gibt es in der Gemeinde einen Arzt.
Im Gemeindegebiet existieren fünf Freiwillige Feuerwehren, in: Grünbach, Helbetschlag, Lichtenau, Mitterbach und Rauchenödt.

## Politik

### Gemeinderat
Der Gemeinderat hat 19 Mitglieder.
- Mit den Gemeinderats- und Bürgermeisterwahlen in Oberösterreich 2003 hatte der Gemeinderat folgende Verteilung: 10 ÖVP, 4 SPÖ, 3 Pro Grünbach und 2 FPÖ.
- Mit den Gemeinderats- und Bürgermeisterwahlen in Oberösterreich 2009 hatte der Gemeinderat folgende Verteilung: 10 ÖVP, 4 SPÖ, 4 FPÖ und 1 BZÖ.
- Mit den Gemeinderats- und Bürgermeisterwahlen in Oberösterreich 2015 hatte der Gemeinderat folgende Verteilung: 10 ÖVP, 5 FPÖ und 4 SPÖ.
- Mit den Gemeinderats- und Bürgermeisterwahlen in Oberösterreich 2021 hat der Gemeinderat folgende Verteilung: 10 ÖVP, 5 SPÖ und 4 FPÖ.[11][12]

Ab dem Jahr 1945 erreichte die ÖVP immer die absolute Mehrheit. Zweitstärkste Partei wurde meist die SPÖ. Die FPÖ wurde bis 1997 immer drittstärkste Partei, 2003 erreichte die Bürgerliste Pro Grünbach den dritten Rang. 2003 wurde die ÖVP mit 48,2 % stimmenstärkste Partei und regiert mit absoluter Mandats-Mehrheit. 2009 erreichte die ÖVP wieder die absolute Mehrheit, die Bürgerliste Pro Grünbach trat zu dieser Wahl nicht mehr an. Die FPÖ konnte ihre Mandate von zwei auf vier verdoppeln, das BZÖ erreichte beim ersten Antreten ein Mandat.

### Bürgermeister
Die Bürgermeister seit 1850 waren
| in Lichtenau, bis zur Eingemeindung 1874: - 1850–1861 Philipp Resch - 1861–1864 Leopold Hackl - 1864–1867 Philipp Scherb - 1867–1873 Ignaz Blöchl - 1873–1874 Leopold Freudenthaler | in Rauchenedt, bis zur Eingemeindung 1874: - 1850–1864 Joseph Etz - 1864–1870 Johann Traxler - 1870–1873 Johann Mader - 1873–1874 Anton Ottensamer |

in Grünbach:
- 1850–1860 Johann Neuhauser
- 1860–1880 Michael Bayrleitner
- 1880–1910 Franz Blöchl
- 1910–1919 Franz Pühringer
- 1919–1929 Franz Pirklbauer
- 1929–1935 Leopold Jahn
- 1935–1942 Alois Prößlmayer
- 1942–1945 Richard Wiltschko
- 1945–1946 Franz Köttsdorfer
- 1946–1949 Alois Prösslmayer
- 1949–1955 Rudolf Hanz
- 1955–1959 Josef Pilgerstorfer
- 1959–1967 Rudolf Hanz
- 1967–1991 Josef Grünberger
- 1991–1999 Josef Traxl
- 1999–2014 Erwin Chalupar (ÖVP)
- seit 2014 Stefan Weißenböck (ÖVP)

### Partnerschaften
Seit 1998 besteht eine Partnerschaft zur Gemeinde Grünbach im Vogtland (Sachsen), nachdem 1994 die Freiwillige Feuerwehren eine Partnerschaft schlossen. Seit 2004 besteht eine zweite Partnerschaft mit der tschechischen Gemeinde Svatý Jan nad Malší im Maltschtal.

### Wappen
Das Gemeindewappen zeigt
In Silber über einem erniedrigten grünen Wellenbalken einen goldbewehrten schwarzen Birkhahn in Balzstellung.
Die Gemeindefarben sind Grün-Weiß-Grün.
„Der grüne Wellenbalken steht für einen Bach und versinnbildlicht den Ortsnamen.“ Es ist also ein redender Wappenbestandteil. „Der Birkhahn stellt die harten Lebensbedingungen im nördlichen Mühlviertel dar.“ (amtlicher Deutungzusatz, wörtlich)
Die Verleihung des Gemeindewappens und der Gemeindefarben erfolgte am 29. Mai 1972.

## Persönlichkeiten

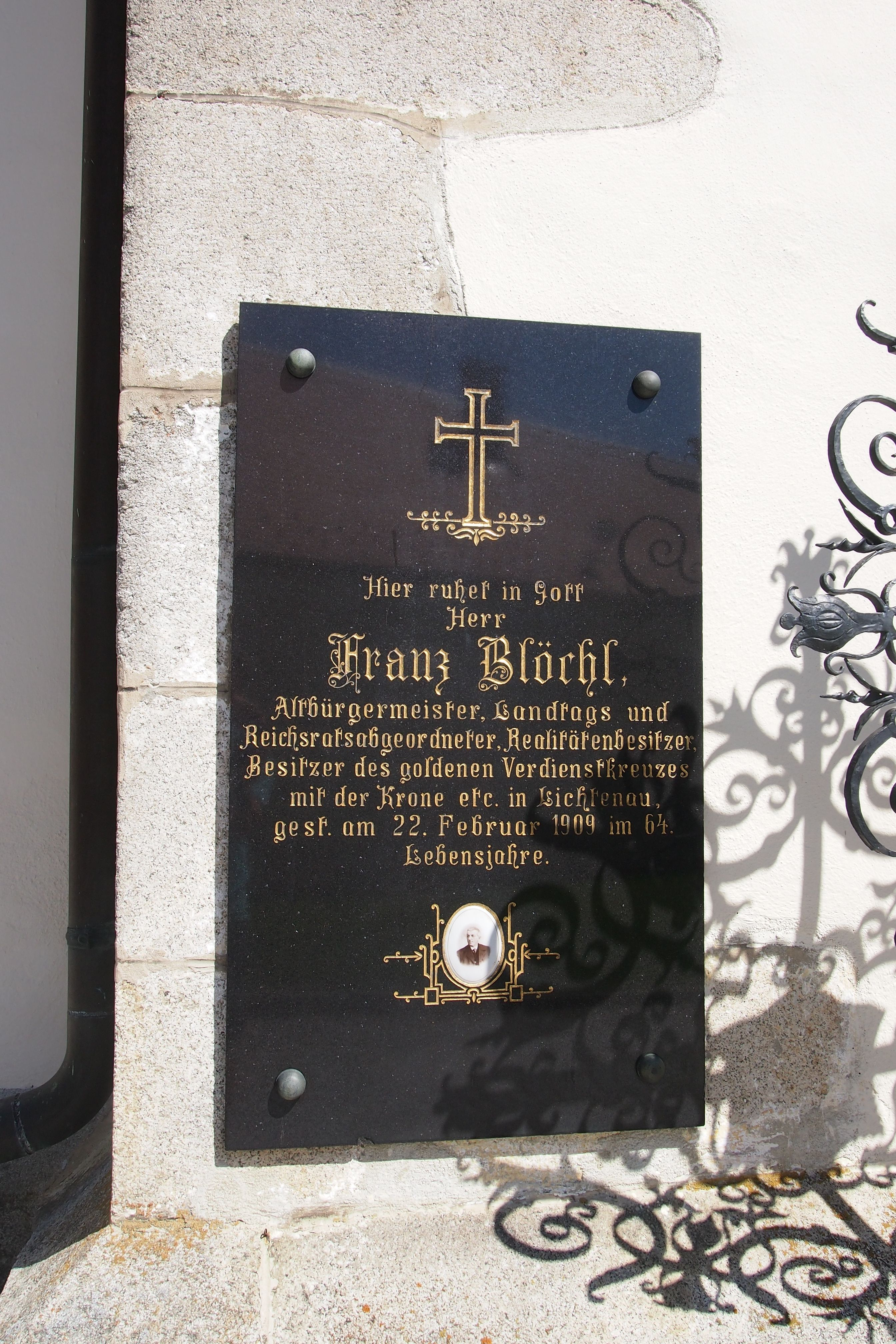
Grabstein Franz Blöchl

- Franz Blöchl (* 26. April 1845; † 22. Februar 1909), 1892 Abgeordneter in OÖ Landtag, 17. Juni 1907 bis zu seinem Tod Reichsratsabgeordneter in Wien[18]
- Job Hartmann von Enenkel (* 14. September 1576 in Heinrichschlag, Oberösterreich; † 9. Februar 1627), österreichischer Genealoge und Historiker.
- Ernest Schimmel (* 13. März 1911 in Wien; † 1977), Architekt, Maler und Grafiker, lebte ab 1945 bis zu seinem Tod 1977 in der Ortschaft Schlag in Grünbach